# ديريك أوبراين (سياسي)
ديريك أوبراين (بالإنجليزية: Derek O'Brien)‏ هو سياسي هندي، ولد في 13 مارس 1961 في كلكتا في الهند. حزبياً، نشط في مؤتمر ترينامول لعموم الهند ‏. وقد انتخب عضو راجيا سابها ‏ عن دائرة West Bengal ‏ وقد انضم خلال فترته النيابية  للكتلة البرلمانية مؤتمر ترينامول لعموم الهند ‏.